# Гексацианоманганат(I) калия
Гексацианоманганат(I) калия — неорганическое соединение,
комплексная соль марганца, калия и синильной кислоты
с формулой K5Mn(CN)6,
бесцветные кристаллы,
слабо растворяется в воде.

## Получение
- Восстановление гексацианоманганата(II) натрия алюминием:

{\displaystyle {\mathsf {3Na_{4}Mn(CN)_{6}+Al+4NaOH\ {\xrightarrow {}}\ 3Na_{5}Mn(CN)_{6}+NaAl(OH)_{4}}}}
с последующей обменной реакцией с хлоридом калия:
{\displaystyle {\mathsf {Na_{5}Mn(CN)_{6}+5KCl\ {\xrightarrow {KOH,KCN}}\ K_{5}Mn(CN)_{6}\downarrow +5NaCl}}}

## Физические свойства
Гексацианоманганат(I) калия образует бесцветные кристаллы
кубической сингонии,
параметры ячейки a = 0,5945 нм.
Слабо растворяется в воде.

## Химические свойства
- Медленно окисляется во влажном воздухе.
- При кипячении раствора выделяется водород.